# あけ☆たま
あけ☆たま（あけ★たま）は、山本春香、山走千春、美弥乃静の3人によるパフォーマンスユニット。

## メンバー
- 山本春香（やまもと はるか）

声優、4月27日 生まれ、静岡県出身、B型
- 山走千春（やまはしり ちはる）

歌手、12月17日 生まれ、青森県出身、B型
- 美弥乃静（みやの しず）

歌手・声優 、8月15日 生まれ、福岡県出身、O型

## 概要
- あけ☆たまの前身は、2005年11月に劇団シモフリワンダーにて行われたボイスドラマから生まれた、天野琥珀、平木亜美、山本春香、山走千春、美弥乃静によって結成されたユニット壱ノ菊。
- 舞台公演を目標に、2006年に山本春香、山走千春、美弥乃静、平木亜美によりあけ☆たま結成。
- ユニット名のあけ☆たまは、「開けてびっくり玉手箱」を略したもの。
- ユニットのイメージは竜宮城の乙姫様。

## 来歴
2006年
- 4月13日 - 荒井祥恵・大槻優菜主催の定例イベント「さっち～・ゆなのhappy☆happyプレゼント」にてお披露目ライブ。
- 10月17日 - 大槻優菜プロデュースによるファーストシングル『fortune love』をHappy Recordより発売。
- 11月19日 - ボイスドラマCD『ワダツミに抱かれし世界』発売。

2007年
- 5月25日 - ボイスドラマCD『約束～the first part～』発売。
- 11月25日 - 初ワンマンライブ『the precious box　vol.1～presented by あけ☆たま～』を御茶ノ水KAKADOにて開催。
『約束～the first part～』の続編となるボイスドラマCDを、4つの異なるエンディングを収録し、それぞれ『約束～完結編～「未来」』『約束～完結編～「記憶」』『約束～完結編～「欠片」』『約束～完結編～「希望」』 として発売。
このライブをもって、平木亜美は声優活動に専念するため、あけ☆たまから卒業。

2008年
- 5月10日、11日 - 舞台公演『the precious box vol.2～ゲルニカ～』を荻窪OMEGA TOKYOにて開催。
  - 演出：田中精、出演：半澤香綾、ライブゲスト：THE KEEPERS、月野ゆか
- 12月15日 - セカンドシングル『twinkle snow』発売。

2009年
- 3月14日 - 主催イベント『the precious box vol.3～絆～』を御茶ノ水KAKADOにて開催。
  - ゲスト：荻上トモ、立花夢果、とろ美
- 3月15日 - ベストアルバム『銀の月 群青の旋律』全国発売。
- 12月2日 - ホームページにて、メンバー3人の方向性の違いのため、2010年1月のライブをもって解散することを発表。

2010年
- 1月30日 - ラストライブ『the precious box vol.4～memorial～』を新宿LIVEたかのやにて開催。
  - ゲスト：平木亜美、THE KEEPERS

このライブをもってあけ☆たま解散。

## ディスコグラフィー

### シングルCD
- 1stシングル 「fortune love」（2006年10月17日発売）
- 2ndシングル 「twinkle snow」（2008年12月15日発売）

### ボイスドラマCD
- 「ワダツミに抱かれし世界」（2006年11月19発売）
  - “land and water～君と僕の場所～” “ワダツミの謡”収録
- 「約束～the first part～」（2007年5月25発売）
  - “fellowship”収録
- 「約束～完結編～『未来』」（2007年11月25発売）
  - “蒼い標” “future”収録
- 「約束～完結編～『記憶』」（2007年11月25発売）
  - “蒼い標” “memory”収録
- 「約束～完結編～『欠片』」（2007年11月25発売）
  - “蒼い標” “piece”収録
- 「約束～完結編～『希望』」（2007年11月25発売）
  - “蒼い標” “wish”収録

### ベストアルバム
- 「銀の月 群青の旋律」（2009年3月15日発売）

### コンピレーションアルバム
- 「Happy Collection vol.1」（2007年5月25日発売）
  - “Nostalgia”収録

### DVD
- 「fadeless relation」（2009年3月15日発売）